# Kanton Verzy
Der Kanton Verzy war bis 2015 ein französischer Wahlkreis im Arrondissement Reims, im Département Marne und in der Region Champagne-Ardenne; sein Hauptort war Verzy, Vertreter im Generalrat des Départements war von 1976 bis 2008 Pierre Lallement, ihm folgte Alain Toullec nach.
Der Kanton Verzy war 241,94 km² groß und hatte 13.712 Einwohner (Stand 1999).

## Gemeinden
Der Kanton bestand aus 22 Gemeinden:
| Gemeinde           | Einwohner Jahr | Fläche km² | Bevölkerungsdichte | Code INSEE | Postleitzahl |
| ------------------ | -------------- | ---------- | ------------------ | ---------- | ------------ |
| Baconnes           | 290 (2013)     | –          | – Einw./km²        | 51031      | 51400        |
| Beaumont-sur-Vesle | 731 (2013)     | –          | – Einw./km²        | 51044      | 51360        |
| Chamery            | 393 (2013)     | –          | – Einw./km²        | 51112      | 51500        |
| Champfleury        | 523 (2013)     | –          | – Einw./km²        | 51115      | 51500        |
| Chigny-les-Roses   | 566 (2013)     | –          | – Einw./km²        | 51152      | 51500        |
| Ludes              | 620 (2013)     | –          | – Einw./km²        | 51333      | 51500        |
| Mailly-Champagne   | 707 (2013)     | –          | – Einw./km²        | 51338      | 51500        |
| Montbré            | 259 (2013)     | –          | – Einw./km²        | 51375      | 51500        |
| Les Petites-Loges  | 488 (2013)     | –          | – Einw./km²        | 51428      | 51400        |
| Puisieulx          | 401 (2013)     | –          | – Einw./km²        | 51450      | 51500        |
| Rilly-la-Montagne  | 1.025 (2013)   | –          | – Einw./km²        | 51461      | 51500        |
| Sept-Saulx         | 593 (2013)     | –          | – Einw./km²        | 51530      | 51400        |
| Sermiers           | 536 (2013)     | –          | – Einw./km²        | 51532      | 51500        |
| Sillery            | 1.698 (2013)   | –          | – Einw./km²        | 51536      | 51500        |
| Val-de-Vesle       | 884 (2013)     | –          | – Einw./km²        | 51571      | 51360        |
| Trépail            | 426 (2013)     | –          | – Einw./km²        | 51580      | 51380        |
| Verzenay           | 1.029 (2013)   | –          | – Einw./km²        | 51613      | 51360        |
| Verzy              | 1.037 (2013)   | –          | – Einw./km²        | 51614      | 51380        |
| Ville-en-Selve     | 263 (2013)     | –          | – Einw./km²        | 51623      | 51500        |
| Villers-Allerand   | 876 (2013)     | –          | – Einw./km²        | 51629      | 51500        |
| Villers-aux-Nœuds  | 164 (2013)     | –          | – Einw./km²        | 51631      | 51500        |
| Villers-Marmery    | 547 (2013)     | –          | – Einw./km²        | 51636      | 51380        |

## Bevölkerungsentwicklung
| 1962   | 1968   | 1975   | 1982   | 1990   | 1999   | 2006   | 2012   |
| ------ | ------ | ------ | ------ | ------ | ------ | ------ | ------ |
| 10.607 | 11.306 | 11.720 | 12.528 | 13.151 | 13.712 | 13.823 | 13.998 |